# Liste der Schweizer Meister im Biathlon
Die Liste der Schweizer Meister im Biathlon führt die Sieger der Wettkämpfe um die Schweizer Meisterschaften im Biathlon seit dem Jahr 2005 auf. Da die Veranstaltungen häufig Anfang des Jahres während der Weltcupsaison stattfanden, waren nicht immer alle Kaderathleten am Start.

## Männer
| Jahr  | Austragungsort                      | Einzel           | Sprint             | Verfolgung         | Massenstart       |
| ----- | ----------------------------------- | ---------------- | ------------------ | ------------------ | ----------------- |
| 2005  | Unterwasser/Realp                   | Andreas Zihlmann | Matthias Simmen    | —                  | Matthias Simmen   |
| 2006  | Lantsch/Lenz                        | —                | Mario Denoth       | —                  | Ivan Joller       |
| 2007  | La Lécherette–Les Mosses            | —                | Jürg Kunz          | Jürg Kunz          | —                 |
| 2008  | Realp                               | —                | Simon Hallenbarter | Simon Hallenbarter | —                 |
| 2009  | Realp                               | —                | Thomas Frei        | Thomas Frei        | —                 |
| 2010  | Les Rasses/La Lécherette–Les Mosses | —                | Florian Rüegg      | Florian Rüegg      | Ivan Joller       |
| 2011  | Realp                               | —                | Ivan Joller        | —                  | Matthias Simmen   |
| 2012  | Ulrichen                            | —                | Mario Dolder       | —                  | Benjamin Weger    |
| 2013  | La Lécherette–Les Mosses            | —                | Benjamin Weger     | —                  | Ivan Joller       |
| 2014  | Ulrichen                            | —                | Benjamin Weger     | —                  | Benjamin Weger    |
| 2015  | Lantsch/Lenz                        | —                | Gaspard Cuenot     | —                  | Gaspard Cuenot    |
| 2016  | Realp                               | —                | Benjamin Weger     | —                  | Benjamin Weger    |
| 2017  | Ulrichen                            | —                | Mario Dolder       | —                  | Ivan Joller       |
| 2018  | Lantsch/Lenz                        | —                | Benjamin Weger     | —                  | Benjamin Weger    |
| 2019  | Notschrei, D                        | —                | Benjamin Weger     | —                  | Benjamin Weger    |
| 2020* | Prémanon, F                         | —                | —                  | —                  | —                 |
| 2021  | Realp                               | —                | Benjamin Weger     | —                  | Benjamin Weger    |
| 2022  | Realp                               | —                | Benjamin Weger     | —                  | Benjamin Weger    |
| 2023  | Ulrichen                            | —                | Niklas Hartweg     | —                  | Niklas Hartweg    |
| 2024  | Ulrichen                            | —                | Jeremy Finello     | —                  | Jeremy Finello    |
| 2025  | Ulrichen                            | —                | Sebastian Stalder  | —                  | Sebastian Stalder |

- Im Jahr 2020 wurden die Schweizer Meisterschaften wegen der weltweiten COVID-19-Pandemie kurzfristig abgesagt. Es gab keine Ersatzveranstaltung zu einem späteren Zeitpunkt.

## Frauen
Kursivschrift bedeutet, dass offiziell keine Titel vergeben wurden, weil zu wenig Athletinnen an den Start gingen.
| Jahr  | Austragungsort                      | Einzel               | Sprint               | Verfolgung           | Massenstart     |
| ----- | ----------------------------------- | -------------------- | -------------------- | -------------------- | --------------- |
| 2005  | Unterwasser/Realp                   | Caroline Kilchenmann | Selina Gasparin      | —                    | Ines Schweizer  |
| 2006  | Lantsch/Lenz                        | —                    | Selina Gasparin      | —                    | Selina Gasparin |
| 2007  | La Lécherette–Les Mosses            | —                    | Caroline Kilchenmann | Caroline Kilchenmann | —               |
| 2008  | Realp                               | —                    | Selina Gasparin      | Selina Gasparin      | —               |
| 2009  | Realp                               | —                    | Selina Gasparin      | Selina Gasparin      | —               |
| 2010  | Les Rasses/La Lécherette–Les Mosses | —                    | —                    | —                    | —               |
| 2011  | Realp                               | —                    | Selina Gasparin      | —                    | Selina Gasparin |
| 2012  | Ulrichen                            | —                    | Elisa Gasparin       | —                    | Selina Gasparin |
| 2013  | La Lécherette–Les Mosses            | —                    | Selina Gasparin      | —                    | Selina Gasparin |
| 2014  | Ulrichen                            | —                    | Selina Gasparin      | —                    | Elisa Gasparin  |
| 2015  | Lantsch/Lenz                        | —                    | Elisa Gasparin       | —                    | Elisa Gasparin  |
| 2016  | Realp                               | —                    | Irene Cadurisch      | —                    | Irene Cadurisch |
| 2017  | Ulrichen                            | —                    | Selina Gasparin      | —                    | Selina Gasparin |
| 2018  | Lantsch/Lenz                        | —                    | Selina Gasparin      | —                    | Lena Häcki      |
| 2019  | Notschrei, D                        | —                    | Selina Gasparin      | —                    | Selina Gasparin |
| 2020* | Prémanon, F                         | —                    | —                    | —                    | —               |
| 2021  | Realp                               | —                    | Aita Gasparin        | —                    | Aita Gasparin   |
| 2022  | Realp                               | —                    | Lena Häcki           | —                    | Susanna Meinen  |
| 2023  | Ulrichen                            | —                    | Lena Häcki-Groß      | —                    | Lena Häcki-Groß |
| 2024  | Ulrichen                            | —                    | Aita Gasparin        | —                    | Lena Häcki-Groß |
| 2025  | Ulrichen                            | —                    | Elisa Gasparin       | —                    | Lena Häcki-Groß |

- Im Jahr 2020 wurden die Schweizer Meisterschaften wegen der weltweiten COVID-19-Pandemie kurzfristig abgesagt. Es gab keine Ersatzveranstaltung zu einem späteren Zeitpunkt.